# Фолси, Джон
Джон Ге́нри Фо́лси-младший (англ. John Henry Falsey Jr.; 6 ноября 1951 — 3 января 2019) — американский телевизионный сценарист и продюсер.

## Жизнь и карьера
Фолси родился в Нью-Хейвене, штат Коннектикут, в семье Патриши Хелен и Джона Генри Фолси. Он окончил Хэмпширский колледж и Айовский университет.
В 1979 году Фолси присоединился к команде сценаристов сериала «Белая тень», где встретил своего будущего творческого партнёра Джошуа Брэнда. Совместно с Брэндом он создал сериалы «Сент-Элсвер», «Год жизни», «Северная сторона», «Я улечу» и «Впадая в крайности». За работу над «Годом жизни» в 1987 году Фолси выиграл свою первую премию «Эмми». Он выиграл ещё две премии «Эмми», а также премию Гильдии продюсеров США за работу над «Северной стороной».
Фолси скончался 3 января 2019 года в результате травмы головы.

## Фильмография
- «Белая тень» (1979—1980; сценарист и редактор)
- «Сент-Элсвер» (1982—1988; сосоздатель, сценарист и продюсер)
- «Удивительные истории» (1985—1986; сценарист и контролирующий продюсер)
- «Год жизни» (1987—1988; сосоздатель, сценарист и исполнительный продюсер)
- «Северная сторона» (1990—1995; сосоздатель, сценарист и исполнительный продюсер)
- «Я улечу» (1991—1993; сосоздатель, сценарист и исполнительный продюсер)
- «Впадая в крайности» (1992; сосоздатель, сценарист, продюсер и исполнительный продюсер)
- «Провиденс» (1999; контролирующий продюсер)